# 162173 Ryugu
162173 Ryugu eller 1999 JU3 är en Jordnära asteroid som upptäcktes den 10 maj 1999 av LINEAR i Socorro County, New Mexico. Den är uppkallad efter undervattenpalatset Ryūgū-jō i japansk mytologi.
Ryugu befinner sig i omloppsbana kring solen i det inre solsystemet. Den har en diameter på 900 meter och innehåller stora mängder kol, som gör den till en av solsystemets allra mörkaste himlakroppar.
Den tillhör asteroidgruppen Apollo.

## Hayabusa 2
Den 27 juni 2018 gick den japanska rymdsonden Hayabusa 2 in i omloppsbana runt asteroiden. I oktober 2018 släppte Hayabusa 2 ner en liten robot, Mascot, på Ryugus yta. Uppdraget var att under 19 timmar kartlägga och fotografera den mörka och utomjordiska världen. Under den tiden hann tre dagar och två nätter passera på Ryugu. Närbilder att asteroiden visar att den består av samma typ av stenar som fanns i den solnebulosa som vårt planetsystem bildades ur för nästan 4,6 miljarder år sen. Bildanalyserna visade att asteroidens stenbumlingar innehåller millimeterstora droppformade kulor, som tyder på att bergarten inte har varit utsatt för en kraftig omvandling i rymden, vilket i sin tur innebär att det är en väldigt primitiv typ av stenanalyserat. Asteroiden har bergarter betydligt äldre än jordens och dessa har utsatts för otaliga krockar och ombildningar. Astronomerna ska undersöka Ryugus bergart noga för att bättre förstå hur det gick till när planetsystemet bildades. Därför landade satelliten Hayabusa 2 på asteroiden i februari 2019 och samlade in stenprover som ska transporteras till jorden.  